# هموميرولي
هموميرولي (بالفرنسية: Humerœuille)‏ هي بلدية تقع في إقليم باد كاليه من منطقة نور با دو كاليه في شمال فرنسا. تبلغ مساحة هذه المدينة 3.23 (كم²)، وترتفع عن سطح البحر 118 م، يبلغ عدد سكانها 153 نسمة حسب إحصاء المعهد الوطني للإحصاء والدراسات الاقتصادية سنة 2009 م. ترأس جيلبرت بينشون البلدية خلال فترة (2008-2014). ويرأسها الآن دينيس جوردين من (2020-).